# Salón Conmemorativo de Chiang Kai-shek
El Salón Conmemorativo Nacional de Chiang Kai-shek (Chino tradicional: 國立中正紀念堂; Chino simplificado: 国立中正纪念堂) es un monumento famoso erigido en memoria de Chiang Kai-shek, ex-Presidente de la República de China. Está ubicado en Taipéi, Taiwán, República de China.
El monumento, rodeado por un parque, yace al extremo oriental de la Puerta de la Gran Centralidad y la Honradez Perfecta. La estructura está limitada en el norte y en sur por el Teatro y Salón de Concierto Nacional. La plaza entera es visible desde el Edificio de la Oficina Presidencial.

## Desarrollo

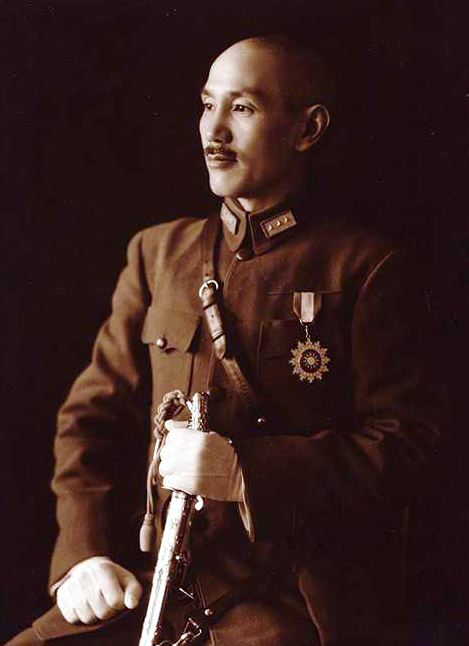
Chiang Kai-shek, líder del Kuomintang y de la República de China.

Después de que el presidente Chiang Kai-shek murió el 5 de abril de 1975, la rama ejecutiva del gobierno estableció un Comité Funerario para construir un monumento conmemorativo. El diseño, realizado por el arquitecto Yang Cho-cheng, fue elegido en un concurso. El diseño de Yang incorporó muchos elementos de la arquitectura china tradicional recordando el Mausoleo de Sun Yat-sen en Nankín, China (El Kuomintang (KMT) reverenciaba a Sun como fundador del partido y del gobierno que Chiang lideró). Las obras iniciaron el 31 de octubre de 1976, el 90° aniversario del nacimiento de Chiang. El salón fue oficialmente abierto el 5 de abril de 1980, el quinto aniversario de la muerte del líder.
El diseño de Yang ubicó el edificio principal al extremo oriental del Parque Conmemorativo de Chiang Kai-shek (Chino tradicional: 中正公園; Chino simplificado: 中正公园), cubriendo más de 240.000 m² en el Distrito de Zhongzheng. Una puerta principal, la Puerta de la Gran Centralidad y la Honradez Perfecta (Chino: 大中至正) fue puesta en el extremo occidental en la Calle del Sur de Chung Shan, con una Puerta de la Gran Lealtad (Chino tradicional: 大忠門; Chino simplificado: 大忠门) puesta en el lado norte en la Calle Hsin Yi (Xinyi) y una Puerta de la Gran Piedad (Chino tradicional: 大孝門; Chino simplificado: 大孝门) ubicada en el lado sur en la Calle del Este de Ai Kuo (Aiguo). Un Bulevar de Homenaje, bordeado por arbustos decorados, conectan el salón principal con la plaza.

## El Salón Conmemorativo

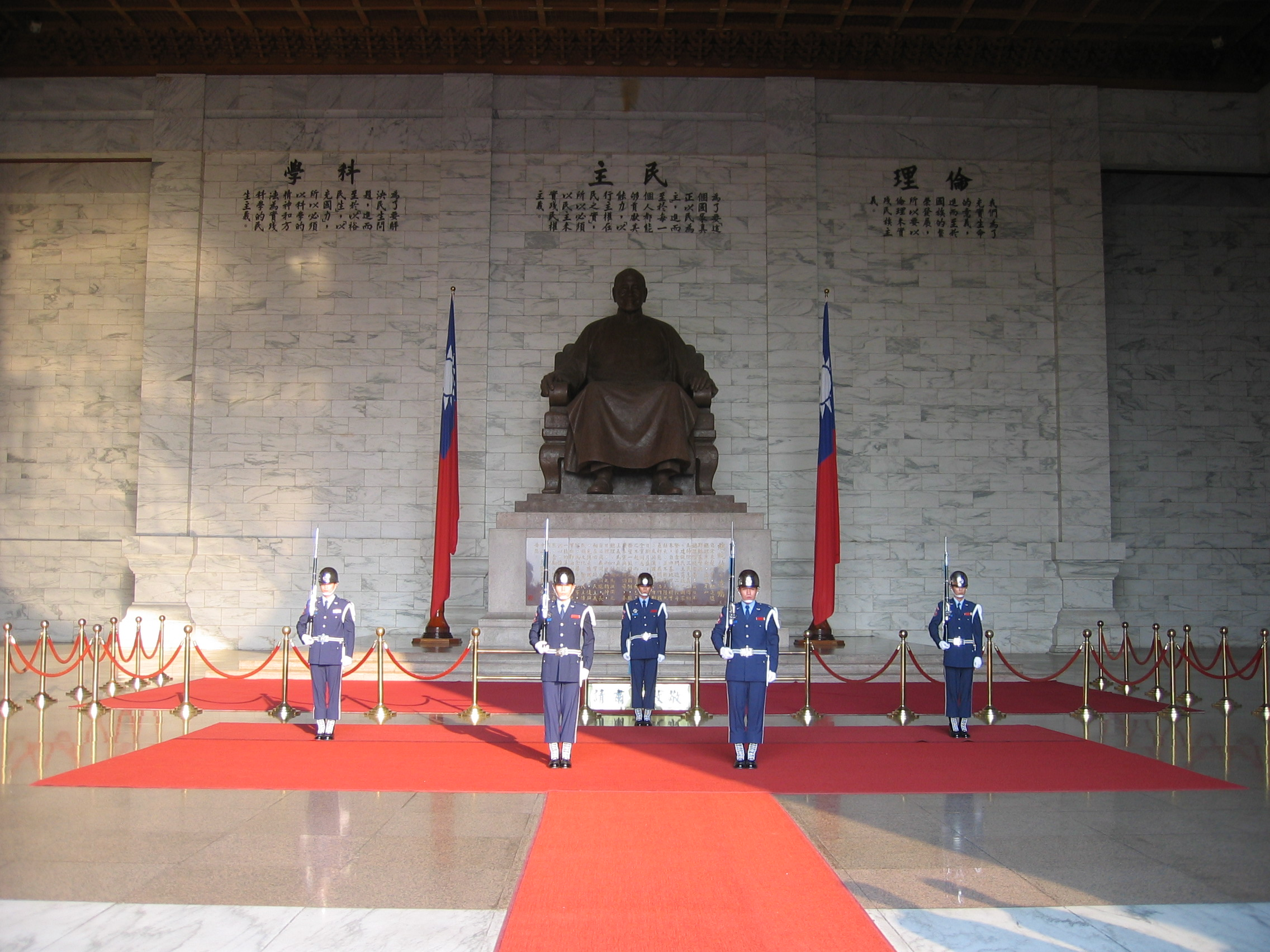
El salón principal de Salón Conmemorativo Nacional de Chiang Kai-shek contiene una estatua de bronce de Chiang Kai-shek.

El edificio principal es blanco con cuatro lados. El techo octagonal se eleva 70 metros sobre el suelo y está cubierto con azulejos de color azul. Los colores azul y blanco del edificio y el color rojo de los parterres son similares a los colores de la bandera de la República de China. La forma octagonal recoge el simbolismo del número 8, que es tradicionalmente asociado en Asia con la abundancia y la buena fortuna.
Dos juegos de escaleras blancas, cada una con 89 escalones para representar la edad de Chiang al momento de su muerte, llevan a la entrada principal. La entrada presenta un par de puertas dobles, cada una de 16 metros de alto y 75 toneladas de peso, que abren hacia el salón principal. Una gran estatua de bronce de Chiang Kai-shek abarca el salón. La figura aparece sentada, sonriendo y vistiendo un traje tradicional chino. Inscrito en la pared sobre y detrás de la figura sentada están los caracteres chinos para Ética, Democracia y Ciencia. En las inscripciones de las paredes laterales se lee "El propósito de la vida es mejorar la vida en general de la humanidad" y "El significado de la vida es crear y sostener las vidas siguientes en el universo". Un panel elaborado está ubicado en el techo, decorado con el emblema del Kuomintang (KMT). Representantes de las fuerzas armadas vigilan el salón principal durante las horas que se encuentra abierto (Las ramas del servicio representado cambian periódicamente de acuerdo a un horario de rotación). El cambio de guardia se realiza cada hora, atrayendo muchos visitantes.
El primer piso del monumento alberga una librería y un museo que documentan la vida y obra de Chiang Kai-shek, así como exhibiciones relacionadas con la historia y desarrollo de Taiwán.